# Gynoplistia waitakerensis
Gynoplistia waitakerensis là một loài ruồi trong họ Limoniidae. Chúng phân bố ở miền Australasia.